# Odelzhausen
Odelzhausen är en kommun och ort i Landkreis Dachau i Regierungsbezirk Oberbayern i förbundslandet Bayern i Tyskland.